# Список экорегионов Чили

Карта биомов неотропической зоны

По классификации Всемирного фонда дикой природы (WWF) на территории Чили выделяют 12 экологических регионов, входящих в 6 биомов.
- Тропические и субтропические влажные широколиственные леса[англ.]
  - Субтропические леса острова Пасхи[исп.] (en:Rapa Nui and Sala-y-Gomez subtropical broadleaf forests) OC0111

- Умеренные широколиственные и смешанные леса
  - Умеренные леса архипелага Хуан-Фернандес[исп.] (en:Juan Fernández Islands temperate forests) NT0401
  - Магеллановы леса NT0402
  - Умеренные леса архипелага Ислас-Десвентурадас[англ.] NT0403
  - Вальдивские леса NT0404

- Умеренные злаковники, саванны и кустарники[англ.]
  - Патагонские злаковники[исп.] (en:Patagonian grasslands) NT0804
  - Патагонская степь[исп.] (en:Patagonian steppe) NT0805

- Горные злаковники и кустарники
  - Центральноандская сухая пуна NT1001
  - Южноандская степь[англ.] NT1008

- Средиземноморские леса и кустарники
  - Чилийский маторраль NT1201

- Пустыни и засухоустойчивые кустарники[англ.]
  - Пустыня Атакама NT1303
  - Пустыня Сечура NT1315

Рядом с названиями экорегионов указаны их коды-идентификаторы WWF.